# Montigyra kenti
Espèce
Statut CITES
Montigyra kenti est une espèce de coraux appartenant à la famille des Euphylliidae, selon WoRMS, ou la famille Caryophylliidae, selon ITIS.